# Manuel Henrique Noronha
Manuel Henrique Noronha (* 15. Juni 1969 in Same, Manufahi, Portugiesisch-Timor) ist ein osttimoresischer Politiker. Er ist Mitglied der Partido Democrático (PD) und Präsident der Partei in der Gemeinde Manufahi.
Noronha ist Direktor der Tourismusverwaltung der Gemeindeverwaltung von Manufahi.
Bei den Parlamentswahlen 2023 trat Noronha auf Platz 8 der Wahlliste der PD an, die Partei gewann aber nur sechs Sitze im Parlament. Da aber drei Abgeordnete der PD auf ihren Abgeordnetensitz verzichteten, rückte Noronha in das 6. Nationalparlament Osttimors nach. Im Parlament ist Noronha Vizepräsident des Ausschusses für Wirtschaft und Entwicklung (Kommission D). Noronha übernahm schließlich den Fraktionsvorsitz.